# Новаковская, Вероника
Верони́ка Новако́вская (пол. Weronika Nowakowska; род. 7 июля 1986, Клодзко, Валбжихское воеводство) — польская биатлонистка, серебряный и бронзовый призёр чемпионата мира 2015 года. В апреле 2016 года стало известно о временном прекращении карьеры и скором рождении двойни.

## Спортивная карьера
Принимала участие в Олимпийских играх 2010 года, где лучшим её результатом стало пятое место в индивидуальной гонке, пройденной с одним промахом. Кроме того, она стала 21-й в масс-старте, 36-й в спринте, 28-й в гонке преследования и 12-й в составе эстафеты.
Чемпионат мира 2015 года стал первым крупным успехом в карьере польской биатлонистки, она выиграла серебро в спринте, а затем сумела занять третье место в гонке преследования.
До сезона 2014/2015 на этапах Кубка мира у Новаковской была лишь бронза в составе эстафеты в Хохфильцене в сезоне 2008/09. Но в новом сезоне ей наконец удалось выиграть личные медали: серебро в спринте и бронзу в гонке преследования на Чемпионате мира по биатлону 2015 в финском Контиолахти.
В апреле 2016 года стало известно о временном прекращении карьеры.
На последнем этапе Кубка мира 2017/2018 в Тюмени после окончания масс-старта (в котором заняла 29 место) объявила о завершении спортивной карьеры.

### Юниорские и молодёжные достижения
| Год  | Место проведения | Возраст | Инд | Спр | Пр  | Эст |
| 2005 | ЧМ Контиолахти   | U19     | 32  | 40  | 36  | 9   |
| 2005 | ЧЕ Новосибирск   | U21     | —   | 10  | DNF | 2   |
| 2006 | ЧМ Преск-Айл     | U21     | 22  | 34  | 35  | —   |
| 2006 | ЧЕ Лангдорф      | U21     | 30  | 26  | 27  | 9   |
| 2007 | ЧМ Валь-Мартелло | U21     | 18  | 19  | 25  | 14  |
| 2007 | ЧЕ Банско        | U21     | 12  | 13  | 10  | 5   |

### Участие в Олимпийских играх
| Год  | Место проведения | Инд | Спр | Пр | МС | Эст |
| 2010 | Ванкувер         | 5   | 36  | 28 | 21 | 12  |

### Участие в Чемпионатах мира
| Год  | Место проведения | Инд | Спр | Пр | МС | Эст | См |
| 2008 | ЧМ Эстерсунд     | -   | 58  | 55 | -  | -   | -  |
| 2009 | ЧМ Пхёнчхан      | 36  | 35  | 16 | -  | 6   | 8  |

### Участие в Чемпионатах Европы
| Год  | Место проведения | Инд | Спр | Пр | Эст |
| 2008 | ЧЕ Нове-Место    | 14  | 14  | 18 | 9   |
| 2012 | ЧЕ Осрблье       | —   | 3   | 6  | —   |

### Карьера в Кубке мира
- Дебют в кубке мира — 7 декабря 2007 года в спринтерской гонке в Хохфильцене — 51 место.
- Первое попадание в очковую зону — 4 декабря 2008 года 20 место в индивидуальной гонке в Эстерсунде.

| Результат                   | Инд | Спр | Пр | МС | Всего | Эст | См | Всего |
| --------------------------- | --- | --- | -- | -- | ----- | --- | -- | ----- |
| 1 место                     | -   | -   | -  | -  | -     | -   | -  | -     |
| 2 место                     | -   | -   | -  | -  | -     | -   | -  | -     |
| 3 место                     | -   | -   | -  | -  | -     | -   | -  | -     |
| Финиш в 10-ке               | 2   | 1   | -  | -  | 3     | 8   | 1  | 9     |
| Финиш в очках               | 5   | 7   | 5  | 1  | 18    | 10  | 1  | 11    |
| Вне очков                   | 2   | 11  | 5  | -  | 18    | -   | -  | -     |
| Старты                      | 7   | 18  | 10 | 1  | 35    | 10  | 1  | 11    |
| по состоянию на 14.01.2012г |     |     |    |    |       |     |    |       |

### Общий зачет в Кубке мира
- 2008/09 — 43-е место (154 очка)
- 2009/10 — 37-е место (189 очков)
- 2010/11 — 61-е место (60 очков)
- 2011/12 — 24-е место (340 очков)
- 2012/13 — 26-е место (331 очко)